# Чемпионат Европы по спортивной гимнастике 1971 (женщины)
8-й чемпионат Европы по спортивной гимнастике среди женщин прошёл 15–16 октября 1971 года в Минске (СССР). В нём приняли участие 42 гимнастки из 22 стран.

## Медалисты
| Дисциплина                | Золото                                          | Золото | Серебро                 | Серебро | Бронза                  | Бронза |
| Индивидуальное многоборье | Тамара Лазакович (СССР) Людмила Турищева (СССР) | 38,850 | не присуждалась         |         | Эрика Цухольд (ГДР)     | 38,300 |
| Опорный прыжок            | Людмила Турищева (СССР)                         | 19,600 | Тамара Лазакович (СССР) | 19,550  | Эрика Цухольд (ГДР)     | 19,500 |
| Упражнения на брусьях     | Тамара Лазакович (СССР)                         | 19,350 | Людмила Турищева (СССР) | 19,200  | Ангелика Хелльман (ГДР) | 19.000 |
| Упражнения на бревне      | Тамара Лазакович (СССР)                         | 19,200 | Людмила Турищева (СССР) | 19,150  | Эрика Цухольд (ГДР)     | 19,000 |
| Вольные упражнения        | Людмила Турищева (СССР)                         | 19,650 | Тамара Лазакович (СССР) | 19,600  | Эрика Цухольд (ГДР)     | 19,250 |

## Командный зачёт
| Место | Страна | Золото | Серебро | Бронза | Всего |
| ----- | ------ | ------ | ------- | ------ | ----- |
| 1     | СССР   | 6      | 4       | 0      | 10    |
| 2     | ГДР    | 0      | 0       | 5      | 5     |
| Всего | Всего  | 6      | 4       | 5      | 15    |